# Episodi di Lost (terza stagione)
La terza stagione della serie televisiva Lost è stata trasmessa per la prima volta negli Stati Uniti dall'emittente ABC dal 4 ottobre 2006 al 23 maggio 2007.
In Italia è stata trasmessa in prima visione dal canale satellitare Fox dal 1º ottobre al 3 dicembre 2007 e in chiaro su Rai 2 a partire dal 3 dicembre 2007.
È la prima stagione in cui J. J. Abrams non lavora come scrittore. La trama è divisa in due filoni narrativi: il gruppo sulla spiaggia e il gruppo catturato dagli Altri, di cui finalmente vengono svelati molti misteri.
| nº | Titolo originale           | Titolo italiano              | Prima TV USA     | Prima TV Italia  |
| -- | -------------------------- | ---------------------------- | ---------------- | ---------------- |
| 1  | A Tale of Two Cities       | Storia di due città          | 4 ottobre 2006   | 1º ottobre 2007  |
| 2  | The Glass Ballerina        | La ballerina di vetro        | 11 ottobre 2006  | 1º ottobre 2007  |
| 3  | Further Instructions       | Ulteriori istruzioni         | 18 ottobre 2006  | 1º ottobre 2007  |
| 4  | Every Man for Himself      | Ognuno pensi per sé          | 25 ottobre 2006  | 8 ottobre 2007   |
| 5  | The Cost of Living         | Il prezzo della vita         | 1º novembre 2006 | 8 ottobre 2007   |
| 6  | I Do                       | Lo voglio                    | 8 novembre 2006  | 15 ottobre 2007  |
| 7  | Not in Portland            | Non a Portland               | 7 febbraio 2007  | 15 ottobre 2007  |
| 8  | Flashes Before Your Eyes   | Déjà vu                      | 14 febbraio 2007 | 22 ottobre 2007  |
| 9  | Stranger in a Strange Land | Straniero in terra straniera | 21 febbraio 2007 | 22 ottobre 2007  |
| 10 | Tricia Tanaka Is Dead      | Tricia Tanaka è morta        | 28 febbraio 2007 | 29 ottobre 2007  |
| 11 | Enter 77                   | Digitare 77                  | 7 marzo 2007     | 29 ottobre 2007  |
| 12 | Par Avion                  | Per via aerea                | 14 marzo 2007    | 5 novembre 2007  |
| 13 | The Man from Tallahassee   | L'uomo di Tallahassee        | 21 marzo 2007    | 5 novembre 2007  |
| 14 | Exposé                     | Exposé                       | 28 marzo 2007    | 12 novembre 2007 |
| 15 | Left Behind                | Abbandonate                  | 4 aprile 2007    | 12 novembre 2007 |
| 16 | One of us                  | Una di noi                   | 11 aprile 2007   | 19 novembre 2007 |
| 17 | Catch-22                   | Piovuta dal cielo            | 18 aprile 2007   | 19 novembre 2007 |
| 18 | D.O.C.                     | Data del concepimento        | 25 aprile 2007   | 26 novembre 2007 |
| 19 | The Brig                   | Il brigantino                | 2 maggio 2007    | 26 novembre 2007 |
| 20 | The Man Behind the Curtain | L'uomo dietro le quinte      | 9 maggio 2007    | 26 novembre 2007 |
| 21 | Greatest Hits              | Greatest Hits                | 16 maggio 2007   | 3 dicembre 2007  |
| 22 | Through the Looking Glass  | Attraverso lo specchio       | 23 maggio 2007   | 3 dicembre 2007  |

## Storia di due città

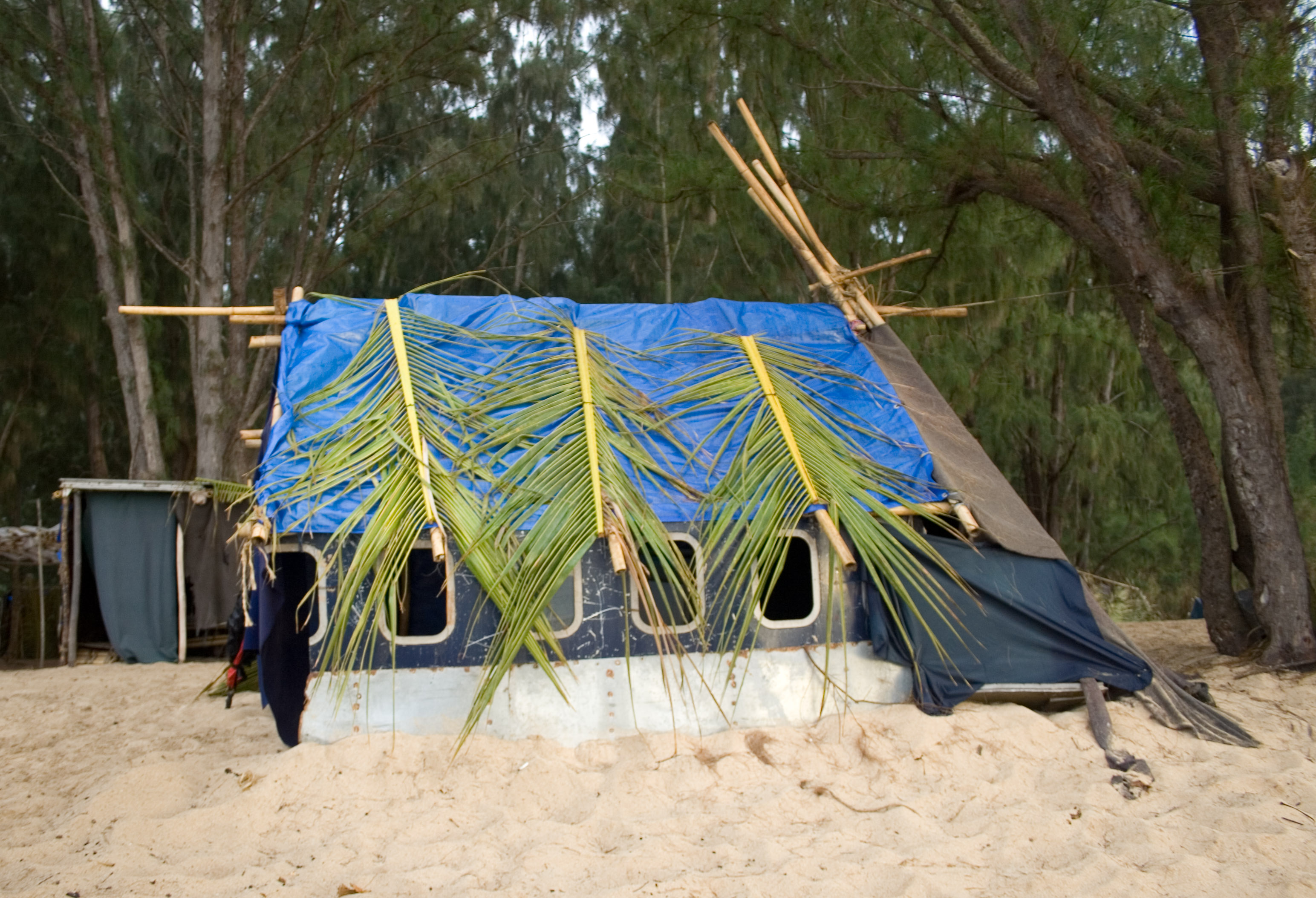
Accampamento

- Titolo originale: A Tale of Two Cities
- Diretto da: Jack Bender
- Scritto da: Damon Lindelof e J. J. Abrams (sceneggiatura)
- Episodio dedicato a: Jack

### Trama
L'episodio inizia mostrando i momenti prima dello schianto dell'aereo Oceanic 815, dal punto di vista degli Altri. Questi vivono in un villaggio nella natura, pieno di case. Juliet, una ragazza appartenente a questo villaggio, è a casa sua insieme ad un gruppo di lettori, quando sentono improvvisamente un gran rumore. Esce da casa sua ed incontra Ben, che ordina ad Ethan e Goodwin di infiltrarsi tra i superstiti, ognuno in una sezione diversa dell'aereo. Inizia quindi la condivisione dell'isola tra sopravvissuti e Altri.
Nei vari flashback si rivede la dura relazione tra Jack e il padre, che diventa ancora più difficile per via di Sarah. Jack infatti è molto geloso del nuovo ragazzo di Sarah e cerca in tutti i modi di scoprire chi sia. Chiamando i numeri della rubrica di Sarah scopre che uno appartiene al padre e per questo discutono, e Jack lo aggredisce finendo in prigione, ma Sarah gli paga la cauzione.
Jack, Kate e Sawyer si ritrovano prigionieri nel villaggio degli Altri e proveranno in tutti i modi ad ottenere risposte dai loro sequestratori. I tre si trovano in celle diverse: Kate è in uno spogliatoio, Sawyer in una gabbia per gli orsi, Jack in una prigione sott'acqua.
Sawyer cerca di scappare grazie all'aiuto di un altro prigioniero di nome Carl, ma entrambi verranno catturati di nuovo. Kate viene costretta ad indossare un abito elegante e a fare colazione con Ben, che le dirà che le prossime due settimane saranno molto impegnative; subito dopo verrà trasferita nella cella di fronte a quella di Sawyer.
Juliet va da Jack portandogli del cibo e trattandolo con affetto e comprensione, ma lui va fuori di testa perché vuole sapere dove sono i suoi amici e la prende prigioniera minacciando di ucciderla. Ben gli dice che non importa se la ucciderà quindi Jack apre una porta e lui e Juliet vengono travolti da un'ondata d'acqua, ma si salvano. Tornati nella prigione, Juliet dice a Jack di sapere tutto sul suo passato; allora il dottore le domanda se Sarah è felice, e lei risponde che ora Sarah è molto felice.
L'episodio termina con Ben che si congratula con Juliet del lavoro svolto.
- Guest star: Elizabeth Mitchell (Juliet), Julie Adams, Blake Bashoff (Carl), Brett Cullen (Goodwin), M.C. Gainey (Tom), William Mapother (Ethan), John Terry (Christian Shepard), Julie Bowen (Sarah), Stephen Semel, Alexandra Morgan, Julie Ow, Sonya Seng

## La ballerina di vetro
- Titolo originale: The Glass Ballerina
- Diretto da: Paul Edwards
- Scritto da: Jeff Pinkner e Drew Goddard
- Episodio dedicato a: Jin e Sun

### Trama
Mentre a Kate e Sawyer viene assegnato il compito di spaccare pietre e raccoglierle all'interno del villaggio degli Altri, Sayid insieme a Sun e Jin organizza un'imboscata contro un gruppo degli Altri. Sayid ha capito che qualcosa è andato storto a Jack e non ha nessuna intenzione di ritornare indietro: è deciso ad accendere un enorme fuoco sulla spiaggia in corrispondenza del punto in cui hanno attraccato la barca, per attirare gli Altri e tendere un agguato dal bosco. Mentre si organizzano, Sayid e Jin decidono che è meglio che Sun stia sulla barca, comunicandole dove può trovare la terza pistola. Il gruppo degli Altri però arriva direttamente sulla barca, senza passare dalla spiaggia e Sun per difendersi spara ad una donna per poi buttarsi in acqua per non essere rapita. 
Nei vari flashback viene descritta la storia del tradimento di Sun con il suo maestro d'inglese che le dice di voler andare in America insieme a lei, poco prima che suo padre li sorprenda insieme Sun gli dice che non può perché è una donna sposata. Poco dopo il padre di Sun convoca Jin e gli mostra la foto dell'insegnante di inglese di Sun dicendogli di portargli il messaggio e lui esegue portando Jae al suicidio. 
Sull'isola intanto, durante i lavori Sawyer decide di baciare Kate per vedere che cosa succede e la sera, tornati alle celle, Sawyer afferma che secondo lui nessuno di quei ragazzi di guardia è preparato e fa sul serio mentre Juliet ucciderebbe senza problemi. Propone inoltre di aspettare che abbassino la guardia per tentare la fuga, ma poi si vede Ben che attraverso una serie di telecamere e microfoni sente che cosa si stanno dicendo i due nelle gabbie. L'episodio si conclude con un dialogo tra Ben e Jack: il primo dice al dottore che è il 29 novembre 2004 e gli racconta tre fatti di attualità; dopodiché gli fa vedere la televisione, confermando che loro hanno rapporti con il resto del mondo, dicendogli che lui può portarlo a casa.
- Guest star: M.C. Gainey, Tania Raymonde, Michael Bowen, Tony Lee, Byron Chung, Paula Malcomson, Joah Buley, Sophie Kim, Tomiko Okhee Lee, Teddy Wells

## Ulteriori istruzioni
- Titolo originale: Further Instructions
- Diretto da: Stephen Williams
- Scritto da: Carlton Cuse e Elizabeth Sarnoff
- Episodio dedicato a: Locke

### Trama
Locke si sveglia senza voce dopo l'esplosione del bunker e, ritornato alla spiaggia, sostiene di dover parlare con l'isola per ottenere risposte e capire cosa fare. Per riuscirci entra in una capanna sudorifera, dove vede Boone che gli dice che riuscirà a parlare solo quando ne varrà la pena. Gli indica poi che dovrà rimediare ai suoi errori, portando in salvo Mr.Eko. 
John si mette quindi in cammino nella giungla insieme a Charlie, per cercare Eko, e intanto la sua voce comincia a tornare. Arrivati al luogo del bunker scoprono che esso non è esploso, bensì è imploso, lasciando un enorme fossa nel terreno. 
Intanto Hurley, mentre sta tornando al campo, incontra Desmond, che gli racconta ciò che è successo nel bunker. Hugo gli racconta invece la cattura dei suoi amici, ma Desmond inaspettatamente gli risponde che Locke li troverà, come ha annunciato "nel suo discorso". Quando Hurley gli dice che John non ha fatto nessun discorso, Desmond non può che ammettere di essersi confuso, continuando normalmente a camminare. 
John trova Eko, e quando vede un orso pronto ad attaccarli scappa, portando l'uomo in salvo. John si scusa con Eko, dicendogli di essersi pentito di aver perso la sua fede nel pulsante. Eko gli dice che può ancora trovare i suoi amici, perché è quello che sa fare. Questo spinge John a ritornare al campo per fare il discorso di cui ha parlato Desmond. Hurley, stupito del fatto che l'uomo sapeva già prima cosa sarebbe successo, se ne va confuso.
Nei flashback viene descritta la storia di John quando faceva parte, insieme ad un suo amico Eddie, di un gruppo di cacciatori e raccoglitori di frutta. Eddie si rivela però essere un poliziotto, che dopo avere scoperto che il gruppo coltiva erba, decide di incriminarli.
- Special guest star: Ian Somerhalder, (Boone Carlyle).
- Guest star: Chris Mulkey, Virginia Morris, Justin Chatwin, (Eddie) Joel Himelhoch, Dion Donahue

## Ognuno pensi per sé
- Titolo originale: Every Man for Himself
- Diretto da: Stephen Williams
- Scritto da: Edward Kitsis e Adam Horowitz
- Episodio dedicato a: Sawyer

### Trama
Sull'isola Desmond si offre di aggiustare il tetto di Claire, ma la ragazza stranita gli risponde che il tetto non ha nulla che non va, così l'uomo lascia perdere e se ne va.
Intanto Sawyer escogita un piano per la fuga, ma il capo degli Altri lo rende mansueto rivelandogli che con un'operazione chirurgica gli hanno impiantato un pacemaker e se si agitasse il suo cuore potrebbe esplodere. È tenuto inoltre a non dire nulla a Kate perché altrimenti lo metterebbero pure a lei. Questo rende tutto più difficile per Sawyer. Intanto Jack prova a salvare la vita alla donna ferita da Sun durante il sequestro della barca di Desmond. Il tentativo però è vano: gli Altri non hanno infatti la giusta attrezzatura per salvare qualcuno, in quanto non è mai capitata una cosa del genere prima. Pickett, che stava con la ragazza, esce ed infuriato sfoga tutta la sua rabbia su Sawyer, prendendolo a pugni in faccia.
Ben porta Sawyer su una montagna, rivelandogli che non gli ha mai messo un pacemaker nel cuore, ma gli aveva lasciato il dubbio solo per calmarlo e farlo stare tranquillo. Non finisce però qui, perché continuando a camminare Ben mostra a Sawyer il vero motivo per cui non potrà scappare anche senza alcun pacemaker: Lui e i suoi amici si trovano su un'altra isola più piccola, da cui in lontananza si vede quella grande, su cui è caduto il loro aereo. Una volta spenta la speranza dell'uomo, ritornano indietro.
Nei flashback viene descritta la storia di Sawyer quando si trovava in carcere. A denunciarlo era stata Cassidy, la ragazza con cui aveva fatto dei colpi insieme. Un giorno Cassidy va a fare visita a James, mostrandogli la foto di sua figlia. L'uomo però si infastidisce e, affermando che non è e non sarà mai sua figlia, la manda via. 
- Guest star: Michael Bowen, M.C. Gainey, Kim Dickens, Ian Gomez, Paula Malcomson, Bill Duke, Dorian Burns, Dustin Geiger, Ariston Green, Hunter Quinn, Peter Ruocco, Christina Simpkins

## Il prezzo della vita
- Titolo originale: The Cost of Living
- Diretto da: Jack Bender
- Scritto da: Alison Schapker e Monica Breen
- Episodio dedicato a: Mr. Eko

### Trama
Mr. Eko inizia ad avere ripetute visioni di suo fratello che gli suggerisce di cercarlo nella foresta e di confessarsi. Intanto Locke e alcuni volontari si recano nel bunker della stazione di monitoraggio "Perla" con i vari schermi di controllo e cercano di mettersi in contatto con qualche altro bunker dell'isola. In uno degli schermi compare un uomo con una benda sull'occhio, che rendendosi conto di essere osservato spegne subito la telecamera. Il gruppo decide di cercarlo. 
Nei flashback di Mr. Eko viene descritta la sua storia quando dovette sostituire suo fratello come prete nella sua comunità.
Dopo aver trovato il fratello e dopo avergli confessato di non essere pentito delle proprie azioni, Mr. Eko si inoltra di nuovo nella giungla e si trova di fronte al mostro misterioso che aveva in precedenza attaccato Locke: il mostro si presenta sotto forma di violento fumo nero, che lo afferra e lo scaraventa contro gli alberi e il terreno. Proprio quando Locke e gli altri accorrono, il fumo scompare, e Mr. Eko muore tra le braccia di Locke, raccontandogli che i prossimi saranno loro.
Nel frattempo, presso il campo degli Altri, Jack riferisce a Ben di essere a conoscenza del tumore alla colonna vertebrale che lo sta uccidendo. La guida degli Altri ammette di averlo rapito proprio per farsi curare, e gli chiede di accettare di compiere l'operazione. Juliet, entrata in confidenza con Jack, gli confessa, con un abile stratagemma, che lei e alcuni suoi compagni desiderano che Jack non guarisca Ben, che considerano malvagio e pericoloso. Gli suggerisce quindi di accettare di operarlo, ma di commettere un errore fatale in modo da ucciderlo.
- Guest star: Michael Bowen, Adetokumboh M'Cormack, Andrew Divoff, Hakeem Kae-Kazim, Muna Otaru, Aisha Hinds, Jermaine "Scooter" Smith, Lawrence Jones, Michael Robinson, Ariston Green, Kolawole Obileye Jr., Olalekan Obileye

## Lo voglio
- Titolo originale: I Do
- Diretto da: Tucker Gates
- Scritto da: Damon Lindelof e Carlton Cuse
- Episodio dedicato a: Kate

### Trama
Dopo aver visto Kate e Sawyer insieme nella gabbia di quest'ultimo (nella quale la ragazza è riuscita a entrare e dove hanno passato la notte assieme), Jack si convince a operare Benjamin per salvargli la vita a patto che lui lo aiuti a lasciare l'isola. Benjamin è pronto per l'intervento quando due degli altri, per paura che il dottore faccia del male al loro capo, si recano alle gabbie con l'intento di uccidere Sawyer, per far rigare dritto sia Jack che Kate. I due si ribellano fino a quando Kate non viene minacciata da uno dei due aguzzini: a questo punto, per impedire che muoia anche lei, Sawyer decide di farsi uccidere, ma proprio quando l'uomo sta per premere il grilletto, viene chiamato attraverso il walkie talkie: Jack ha inciso la sacca renale di Ben, il quale ha al massimo un'ora di vita se non verrà curato.
Jack quindi minaccia di lasciarlo morire se ai suoi amici non verrà permesso di fuggire.
Intanto sull'isola Locke e Sayid parlano della morte di Eko e del mostro di fumo nero. Poi, insieme a Desmond, Nikki e Paulo, seppelliscono il prete.
Nei flashback viene descritta la storia del matrimonio di Kate con un poliziotto che non sapeva nulla della sua vera identità di ricercata.
- Guest star: Nathan Fillion, Michael Bowen (Danny Pickett), M.C. Gainey (Tom), Tania Raymonde (Alex) , Fredric Lehne, Ariston Green, Eden-Lee Murray, Mark Dillen Stitham, Michael Vendrell, Teddy Wells

## Non a Portland
- Titolo originale: Not in Portland
- Diretto da: Stephen Williams
- Scritto da: Carlton Cuse e Jeff Pinkner
- Episodio dedicato a: Juliet

### Trama
Mentre Jack espone le sue condizioni, Sawyer e Kate riescono a fuggire raggiungendo la spiaggia e ricordandosi che, però, non possono scappare: l'isola sulla quale sono tenuti prigionieri dista due miglia dall'isola sulla quale sono precipitati. Essi vengono raggiunti poco dopo da alcuni membri degli Altri che cercano di ucciderli (a causa anche degli ordini che hanno ricevuto da Juliet). Grazie ad Alex riescono a salvarsi: la ragazza è disposta a prestar loro una barca per andarsene a patto che l'aiutino a liberare Karl, il suo fidanzato, che Ben ha imprigionato. Kate e Sawyer riescono nella missione.
Nel frattempo Ben si sveglia, durante l'intervento, e parla con Juliet. Dopo il dialogo la donna decide di aiutare Sawyer e Kate a scappare: li raggiunge sulla spiaggia e uccide l'uomo che sta per sparare a Sawyer, poi comunica a Alex che, nonostante lo desideri, non può seguire Karl perché suo padre non approverebbe, così mentre Kate, Sawyer e il ragazzo scappano, la figlia della Rousseau resta a guardarli insieme a Juliet.
Jack, grazie a Juliet e al suo walkie talkie, ricomincia a operare Ben e riesce a salvargli la vita.
Nel flashback si racconta di come Juliet abbia deciso di andare sull'isola e della sua vita precedente.
- Guest star: Željko Ivanek, M.C. Gainey (Tom), Michael Bowen, Blake Bashoff (Karl), Nestor Carbonell (Richard Alpert), William Mapother (Ethan), Tania Raymonde (Alex), Robin Weigert, Rob McElhenney, Kimberly Estrada, Ariston Green, Steve Labrash, Teddy Wells

## Déjà vu
- Titolo originale: Flashes Before Your Eyes
- Diretto da: Jack Bender
- Scritto da: Damon Lindelof e Drew Goddard
- Episodio dedicato a: Desmond

### Trama
John e Sayid incontrano Desmond, Hurley e Charlie nella giungla per raccontar loro la verità sulla morte di Mr. Eko: solo loro dovranno essere a conoscenza del segreto che potrebbe spaventare tutti gli abitanti dell'isola. Mentre parlano Desmond fugge via, raggiunge la spiaggia e si tuffa in mare, ritornando in spiaggia dopo pochi minuti tenendo tra le braccia Claire che dopo poco riprende conoscenza.
Hurley e Charlie si chiedono come facesse Desmond a sapere che Claire fosse in pericolo e dato che lui si rifiuta di parlarne, lo fanno ubriacare con una bottiglia di whisky trovato nella tenda di Sawyer per cercare di farsi dire la verità.
Attraverso un flashback vengono descritte le visioni che Desmond ha avuto dopo aver girato la chiave. Si è ritrovato a casa sua e ha rivissuto la sua vita con Penny fino al momento in cui le voleva chiederle di sposarlo. Quando vuole comprare un anello però una signora, che sembra avere le sue stesse capacità preveggenti, lo informa del fatto che il suo destino non è quello di sposare Penny, bensì di spezzarle il cuore, così da finire sull'isola, compiendo le stesse identiche azioni che lo hanno portato a girare la chiave. Desmond così lascia Penny, e si ritrova nudo nella giungla. 
Racconta a Charlie che ha costruito il parafulmine e soccorso Claire per salvargli la vita: sia in un caso, sia nell'altro, lui avrebbe dovuto compiere quelle azioni restando ucciso.
«L'universo trova sempre il modo per correggere la rotta.»
- Guest star: Sonya Walger, Alan Dale, Shishir Kurup, Fionnula Flanagan, Jeremy Colvin, David Cordell, Katie Doyle, Michael Titterton, Stephen Quinn

## Straniero in terra straniera
- Titolo originale: Stranger in a Strange Land
- Diretto da: Paris Barclay
- Scritto da: Elizabeth Sarnoff e Kristina M. Kim
- Episodio dedicato a: Jack

### Trama
Jack è rinchiuso nella gabbia che era stata di Sawyer perché ora la sua cella è occupata da Juliet.
Alex va a fargli visita per sapere il motivo che lo ha spinto a salvare Benjamin nonostante tutto quello che gli ha fatto e da lei Jack apprende che Juliet è in pericolo di vita: sta per essere enunciato il verdetto che la condannerà a morte per aver ucciso uno degli altri.
Avendo saputo proprio da Juliet che Benjamin ha una grave infezione in seguito all'operazione, Jack si fa portare da lui e lo ricatta: gli fornirà le cure necessarie affinché guarisca completamente a patto che lui impedisca l'uccisione di Juliet. Benjamin accetta.
Jack salva così Juliet che gli porta il pranzo subito dopo l'udienza. Jack cerca di darle sollievo con una foglia di aloe per la punizione che la donna ha comunque ricevuto, un'ustione sulla schiena a forma di stella, e i due si mettono d'accordo per essere sicuri che entrambi possano lasciare l'isola, come promesso da Ben.
Alla fine dell'episodio il gruppo degli Altri torna a trasferirsi sull'altra isola: ora Sawyer e Kate sanno dove si trova il loro rifugio e potrebbero portarvici tutti i sopravvissuti allo schianto aereo per liberare Jack.
Nei flashback viene descritta la storia di Jack durante un suo soggiorno nell'isola di Phuket e del significato del suo tatuaggio: cammina tra noi ma non è uno di noi.
- Guest star: Bai Ling (Achara), M.C. Gainey, Tania Raymonde, Blake Bashoff (Carl), Diana Scarwid, Kimberley Joseph, James Huang, Siwathep Sunapo, Shannon Chanhthanam

## Tricia Tanaka è morta
- Titolo originale: Tricia Tanaka Is Dead
- Diretto da: Eric Laneuville
- Scritto da: Edward Kitsis e Adam Horowitz
- Episodio dedicato a: Hurley

### Trama
Sawyer e Kate tornano all'accampamento ed Hurley trova un furgoncino nella foresta, e prova in tutti i modi a farlo partire, grazie anche all'aiuto di Charlie, Jin e Sawyer. 
Intanto Kate è sempre più decisa a ritornare al campo degli Altri, per liberare Jack. 
Nei flashback viene descritta la storia di Hugo dopo la vittoria alla lotteria e del rapporto con suo padre, che l'aveva abbandonato da piccolo e si era ripresentato dopo la vincita. Gli aveva detto che per spezzare la maledizione doveva dare via tutti i soldi ma Hugo non l'aveva ascoltato ed era poi partito per l'Australia.
A fine episodio Kate, insieme a Sayid e Locke, trova Danielle Rousseau nella giungla, e le chiede il suo aiuto per liberare Jack, informandola anche di aver trovato sua figlia Alex.
- Guest star: Cheech Marin, Mira Furlan (Danielle Rousseau), Lillian Hurst, Suzanne Krull, Sung Hi Lee, Billy Ray Gallion, Caden Waidyatilleka

## Digitare 77
- Titolo originale: Enter 77
- Diretto da: Stephen Williams
- Scritto da: Damon Lindelof e Carlton Cuse
- Episodio dedicato a: Sayid

### Trama
Mentre Sawyer sfida Hurley a ping pong in spiaggia e perde, Kate, Sayid, John e Danielle - sulle tracce di Jack - trovano una stazione Dharma nella giungla. Il suo abitante è un russo, Mikhail Bakunin, che spara e ferisce Sayid, ma poi finge di essere l'ultimo sopravvissuto del Dharma e lo cura. Il comportamento dell'uomo tuttavia insospettisce i naufraghi e scoppia un conflitto a fuoco. Al termine, Mikhail viene fatto prigioniero e Locke, dopo aver visto sul computer un filmato che indica di digitare 77 in caso la stazione venisse attaccata dai nemici, digita 77, ma essendo minata la stazione salta in aria. Era un avamposto per le telecomunicazioni (era la stazione denominata "Fiamma"). All'interno della stazione, in una botola sotterranea, si trovava anche la donna di colore che aveva interrogato Michael con varie domande su Walt, e che aveva rispedito Hugo alla spiaggia con il messaggio che nessuno sarebbe dovuto andare a cercare Jack, Kate e Sawyer. La stessa, minacciata da Kate e Sayid, viene freddata da Mikhail.
Flashback: a Parigi, Sayid si guadagna da vivere facendo il cuoco, ma riceve una proposta di un altro lavoro in un ristorante arabo. Quando si presenta al colloquio, viene fatto prigioniero: il mandante è una donna, che Sayid aveva torturato durante la guerra. La donna voleva solamente che Sayid confermasse di averla torturata, cosa da lui ripetutamente negata. Quando Sayid, in lacrime, ammette di riconoscerla e di essere pentito e addolorato per ciò che ha fatto, la donna decide di perdonarlo e liberarlo. 
- Guest star: Anne Bedian, Andrew Divoff (Mikhail Bakunin), Mira Furlan (Danielle Rousseau), April Grace, Shaun Toub, Eyad Elbitar, Taiarii Marshall

## Per via aerea
- Titolo originale: Par Avion
- Diretto da: Paul Edwards
- Scritto da: Christina M. Kim e Jordan Rosenberg
- Episodio dedicato a: Claire

### Trama
Kate, Sayid, John e Danielle, assieme a Mikhail Bakunin fatto prigioniero, si avviano verso il campo degli Altri per liberare Jack. A un certo punto si trovano davanti ad un'area circondata da torri di metallo. Fanno passare prima Mikhail, che non appena entra nell'area comincia a sanguinare dalle orecchie e produrre schiuma dalla bocca. Dopo aver quindi dedotto che le torri producono onde soniche, decidono di scavalcare l'area passando sopra un albero, tenendosi quindi lontani dai sensori. 
La prima a provare è Kate, che riesce nell'intento; successivamente va John, infine Sayid e Danielle.
Nel frattempo sulla spiaggia Desmond convince Charlie a non seguire le intenzioni di Claire che sono quelle di catturare dei gabbiani per affidare loro un messaggio.
La ragazza litiga con Charlie, senza sapere che Desmond sta tentando di salvargli la vita: nelle visioni di Desmond infatti, Charlie sarebbe precipitato da uno strapiombo per cercare di catturare un gabbiano. Sarà  Desmond a catturare il gabbiano, così  da affidare un messaggio a chiunque lo catturi. Claire cerca risposte e Desmond le dice la verità, così la ragazza va da Charlie e i due si ricongiungono.
Flashback: Claire ha un incidente con la madre, che finisce in coma. All'ospedale, mentre sta vegliando sulla donna, riceve la visita di Christian, che si rivela essere suo padre. Claire e Jack sono quindi fratellastri.
Alla fine dell'episodio Kate, John, Sayid e Danielle arrivano al campo degli Altri, dove si nascondono tra i cespugli e vedono Jack correre su un prato. Inizialmente, pensando che stia scappando, Kate lo chiama, ma viene fermata da John: Jack non sta scappando, ma giocando a football americano con Tom, membro degli altri.
- Guest star: John Terry (Christian Shephard), M.C. Gainey, Andrew Divoff (Mikhail Bakunin), Mira Furlan (Danielle Rousseau), Gabrielle Fitzpatrick, Julian Barnes, Rhett Giles, Anne Elizabeth Logan, Danan Pere

## L'uomo di Tallahassee

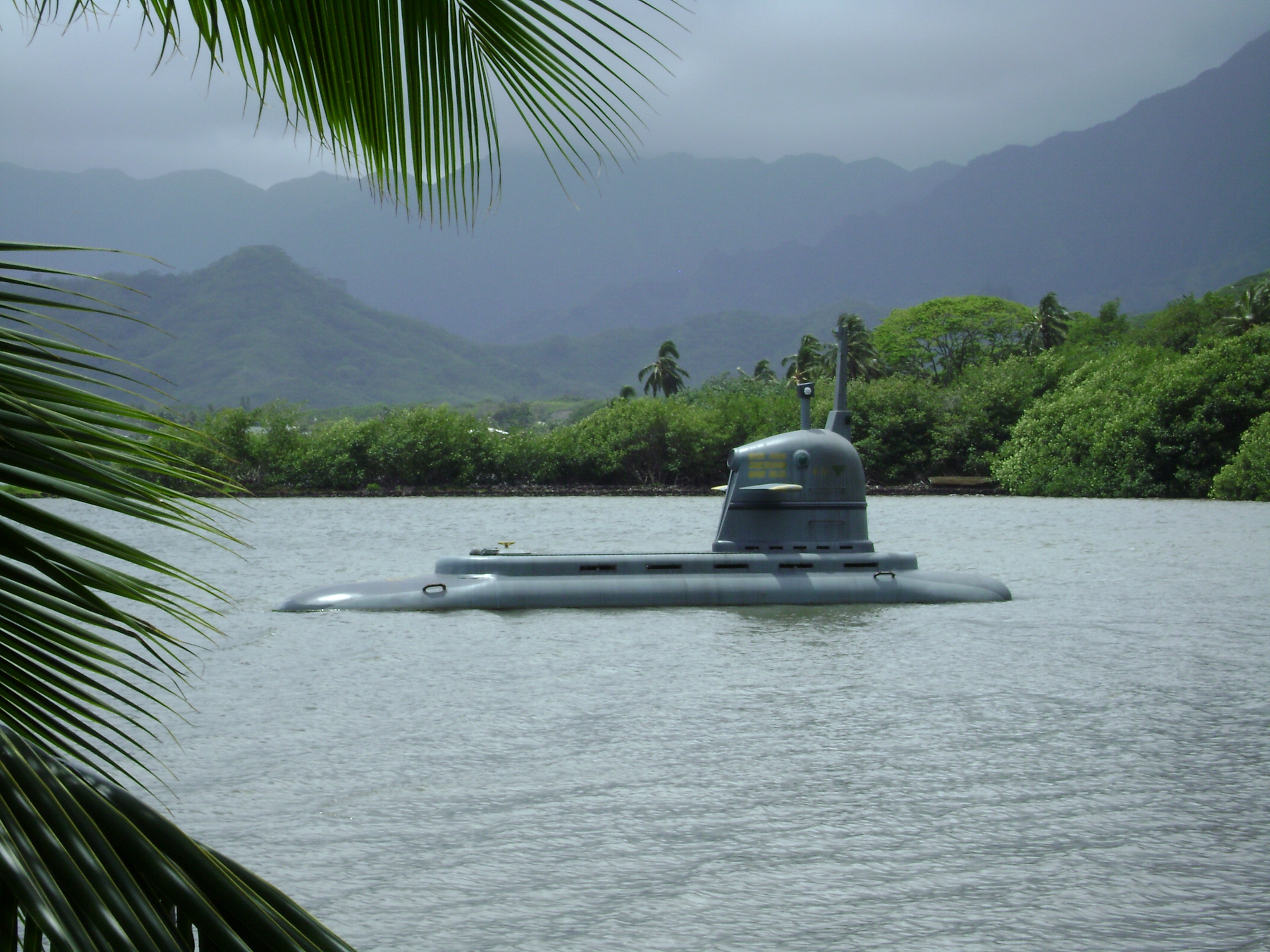
Sottomarino

- Titolo originale: The Man from Tallahassee
- Diretto da: Jack Bender
- Scritto da: Drew Goddard e Jeff Pinkner
- Episodio dedicato a: Locke

### Trama
Locke, Kate e Sayid sono nel campo base degli Altri nella speranza di liberare Jack, ma scoprono che quest'ultimo stava per lasciare l'isola grazie ad un patto fatto con Ben. Vedono Jack contento che gioca con alcuni degli Altri e vengono scoperti. Locke riesce ad entrare nella casa di Ben e a farsi dire dove è il sottomarino per farlo esplodere: egli infatti non è intenzionato a lasciare l'isola e vuole fare di tutto per impedire che qualcuno riesca a raggiungere la terraferma. Locke teme che, una volta tornato a casa, il miracolo che gli ha ridato l'uso delle gambe cessi di avere effetto e lui sia nuovamente costretto sulla sedia a rotelle. Nel frattempo, Sayid (fatto prigioniero) riesce a comunicare con Alex e le dice che sua madre è viva. Si intende chiaramente che gli Altri, a partire da Ben che si spaccia per suo padre, l'hanno ingannata dalla nascita.
Anche Kate, da prigioniera, riesce ad avere un dialogo con Jack: lui le dice che avrebbe preferito che lei non tornasse indietro per lui, ma lei ribatte che non credeva che Jack dicesse sul serio; Jack le dice che una volta tornato in America cercherà aiuto, manderà i soccorsi e tornerà per lei. Nei flashback viene narrato il passato di John e di come si sia rotto la schiena: il padre, dopo avergli rubato un rene, lo lancia dall'ottavo piano di un palazzo, scappando poi in Messico.
La puntata termina con Ben che mostra a Locke una stanza blindata, dentro la quale si trova prigioniero proprio suo padre.
- Guest star: Kevin Tighe, Nestor Carbonell, Mira Furlan (Danielle Rousseau), M.C. Gainey, Brian Goodman, Cleo King, Tania Raymonde, Patrick J. Adams, Barbara Baehler, Marlene Forte, Don Nahaku, Stephen Bishop

## Exposé
- Titolo originale: Exposé
- Diretto da: Stephen Williams
- Scritto da: Edward Kitsis e Adam Horowitz
- Episodio dedicato a: Nikki e Paulo

### Trama
Nikki nasconde sottoterra qualcosa e sviene poco dopo sulla spiaggia accanto Sawyer e Hurley: i due si accorgono che la ragazza è morta. I sopravvissuti scopriranno poco dopo anche Paulo, il ragazzo di Nikki, privo di sensi nella giungla. Sawyer riesce a trovare l'oggetto dissotterrato dalla ragazza e lo mostra ai suoi compagni: erano diamanti del valore inestimabile che i fidanzati stavano portando in America, dopo aver avvelenato il miliardario che li possedeva.
Nei flashback viene spiegata la storia di Nikki e Paulo da prima di naufragare a pochi momenti prima della loro morte. Dopo essere atterrati sull'isola, i due si danno alla ricerca disperata del loro bagaglio e un giorno Paulo lo trova sul fondo del laghetto dove Kate ha trovato la valigetta con le armi dello sceriffo. Il ragazzo decide di non rivelare che ha trovato i diamanti per paura che a Nikki importi soltanto di quelli e non più di lui. Quando Nikki e Paulo prendono parte alla spedizione diretta alla stazione Perla, il giovane recupera nel bagno i diamanti che aveva nascosto precedentemente. Infatti, durante la loro ricerca, i ragazzi avevano trovato l'aereo dove muore Boone e la botola che conduceva alla stazione. Quando trova i diamanti, Paulo si reca da solo nella botola e nasconde in bagno il tesoro. Proprio in quel momento sente entrare qualcuno all'interno del bunker: sono Ben e Juliet, che osservano Jack attraverso gli schermi e discutono su come rapirlo. Paulo, quindi, era a conoscenza di ogni cosa molto prima di tutti i suoi compagni.
Nei flashback viene narrato come Nikki scopre che il ragazzo ha i diamanti e di come se ne impossessa: fa mordere Paulo da un ragno velenoso, che al momento del morso immobilizza un essere umano per otto ore, tanto da farlo sembrare morto anche ad un medico. Il morso però attira immediatamente altri di esemplari. Anche Nikki viene morsa, ma riesce a fuggire e a sotterrare i diamanti.
Nikki e Paulo vengono dunque seppelliti vivi.
- Special guest star: Ian Somerhalder (Boone Carlyle), Maggie Grace (Shannon Rutherford).
- Guest star: William Mapother (Ethan), Daniel Roebuck (Dr. Arzt), Jacob Witkin Billy Dee Williams

## Abbandonate
- Titolo originale: Left Behind
- Diretto da: Karen Gaviola
- Scritto da: Damon Lindelof e Elizabeth Sarnoff
- Episodio dedicato a: Kate

### Trama
Hurley avverte Sawyer che ci sarà una votazione per espellerlo dalla comunità, così quest'ultimo si impegna ad essere più disponibile con le persone. Intanto gli Altri lasciano il loro villaggio e abbandonano narcotizzati Sayid, Jack, Kate e anche Juliet. John è deciso ad unirsi agli Altri e andare via con loro. 
Nei flashback viene descritta la storia di Kate quando incontrò Cassidy Phillips e venne aiutata da lei a incontrare sua madre senza essere presa dall'ispettore di polizia che le era sempre alle costole. 
Kate e Juliet ammanettate insieme cercano di raggiungere la spiaggia e devono anche difendersi dal mostro di fumo, ma prima decidono di tornare alla base degli Altri e liberare Jack e Sayid. Jack torna con loro alla spiaggia portando però anche Juliet.
- Guest star: Kim Dickens, Beth Broderick, Fredric Lane, Shawn Lathrop, Andrew Meader, Bill Ogilvie

## Una di noi
- Titolo originale: One of Us
- Diretto da: Jack Bender
- Scritto da: Carlton Cuse e Drew Goddard
- Episodio dedicato a: Juliet

### Trama
Jack, Kate e Sayid tornano al loro accampamento insieme a Juliet, che però non ispira fiducia ai sopravvissuti. La fiducia riesce a guadagnarsela quando Claire si ammala e lei riesce a curarla con dei farmaci che Ethan aveva nascosto nella giungla durante la sua permanenza come infiltrato.
Alla fine si scopre che il suo abbandono e il suo intervento a Claire erano già stati pianificati da lei e Ben.
Nei flashback viene descritta la storia di Juliet dalla sua partenza per l'isola fino al giorno dell'incidente aereo.
- Guest star: Nestor Carbonell, Brett Cullen, Andrew Divoff, William Mapother, Robin Weigert, Joah Buley, Tyrone Howard

## Piovuta dal cielo
- Titolo originale: Catch-22
- Diretto da: Stephen Williams
- Scritto da: Jeff Pinkner e Brian K. Vaughan
- Episodio dedicato a: Desmond

### Trama
Kate prova emozioni inaspettate quando vede Jack e Juliet insieme, e presa dalla gelosia passa di nuovo la notte con Sawyer, il quale si accorge che durante l'amplesso Kate sta piangendo. 
Desmond guida una missione nella giungla dopo un'altra delle sue visioni, ma potrebbero esserci conseguenze impreviste per Charlie. Infatti invita lui, Jin e Hugo a seguirlo dopo aver visto in una visione un elicottero cadere in mare e una donna paracadutarsi sull'isola, pensando che sia Penny.  I tre trovano veramente una donna che però non è Penny. 
In un flashback, Desmond lascia la sua futura sposa per rispondere ad una chiamata più importante, e si chiude in convento. Il padre superiore però  gli dice che non è  quello il suo destino e lo manda via. In quel momento incontra per la prima volta Penny.
- Nota: In un quadro del convento è presente, insieme al padre superiore, Eloise Hawking.
- Guest star: Sonya Walger, Andrew Connolly, Marsha Thomason, Joanna Bool, Jack Maxwell, Andrew Trask

## Data del concepimento
- Titolo originale: D.O.C.
- Diretto da: Fred Toye
- Scritto da: Edward Kitsis e Adam Horowitz
- Episodio dedicato a: Sun

### Trama
Dopo aver compreso il destino delle altre donne incinte sull'isola prima di lei, Sun permette a Juliet di visitarla e scopre che il padre del bimbo che ancora deve nascere è Jin, e dunque il concepimento è avvenuto sull'isola. 
Juliet, dopo averla visitata e aver saputo i dettagli sul tradimento di Sun e l'infertilità di Jin, rendiconterà tutto a Ben.
Nei flashback, Sun è ricattata da una donna che conosce il passato di Jin e la minaccia di raccontarlo in giro, facendo così cadere vergogna su Jin. Pretenderà 100.000 dollari in cambio del suo silenzio.
Sun scoprirà che il padre di Jin è vivo e lo conoscerà a sua insaputa. Grazie al suocero, scoprirà inoltre che anche la madre di Jin è ancora viva, è stata una prostituta e si tratta proprio della donna che l'ha ricattata.
Sun fornirà la cifra richiesta alla donna, facendole veletamente capire che se non sparirà dalle loro vite la farà uccidere.
Nel frattempo, si scopre che Mikhail è ancora vivo e insieme a Desmond, Charlie, Hurley e Jin cura Naomi, la ragazza caduta dall'elicottero, ma poi fugge.  Nel finale dell'episodio, la donna si risveglia e dice ad Hugo che non stava cercando qualcuno del volo 815, perché avevano già trovato l'aereo e non c'erano sopravvissuti.
- Guest star: Andrew Divoff, Byron Chung, Marsha Thomason, Alexis Rhee, John Shin, Esmond Chung, Jean Chung

## Il brigantino
- Titolo originale: The Brig
- Diretto da: Eric Laneuville
- Scritto da: Damon Lindelof e Carlton Cuse
- Episodio dedicato a: Locke

### Trama
John torna al campo e convince Sawyer a seguirlo alla Roccia Nera dicendogli di avere rapito Ben e invitandolo a ucciderlo; nella nave, però, troverà Anthony Cooper, il padre di John, che gli rivela che in passato tra i tanti nomi che ha usato durante le sue truffe, c'era anche Tom Sawyer, rivelandosi appunto come l'uomo che ha truffato la sua famiglia quando lui era piccolo. Dopo essere stato costretto da Sawyer a leggere la lettera che conservava per quando si fosse presentata l'occasione di incontrare il vero Sawyer, viene strangolato con la catena con cui era imprigionato. Uscito dalla Roccia Nera Locke consegna a Sawyer un registratore in cui si capisce che Juliet lavora per Ben, ma non tornerà  alla spiaggia con lui, deve andare per la sua strada. Prende il corpo di suo padre e ritorna da Ben facendogli vedere che è  riuscito ad uccidere suo padre ed è quindi pronto ad impegnarsi per l'isola. Ben infatti gli aveva detto che se voleva stare con loro doveva dare prova di essere speciale e per esserlo doveva liberarsi della persona di cui ancora aveva paura: suo padre. Ben era sicuro che non ci sarebbe riuscito e così Richard gli aveva dato un fascicolo su Sawyer e gli aveva suggerito di far uccidere suo padre da lui.
Nel flashback viene descritto il periodo di John al seguito degli Altri nel loro accampamento provvisorio.
- Guest star: Nestor Carbonell, Mira Furlan (Danielle Rousseau), M.C. Gainey, Kevin Tighe, Marsha Thomason, Kimberley Joseph

## L'uomo dietro le quinte
- Titolo originale: The Man Behind the Curtain
- Diretto da: Bobby Roth
- Scritto da: Elizabeth Carroll e Drew Goddard
- Episodio dedicato a: Ben

### Trama
John obbliga Ben a portarlo dal suo superiore, tale Jacob. Arrivati alla capanna di Jacob, Ben gli parla ma per John è solo una sedia vuota e minaccia di uccidere Ben perché lo sta prendendo in giro. Poi Locke sente una voce e intravede Jacob che distrugge quasi la capanna. Sconvolto esce dalla capanna. Ben lo porta fino ad una fossa piena di scheletri e poi gli spara. Locke cade nella fossa e Ben gli chiede cosa gli aveva detto Jacob: "Ha detto aiutami". 
Intanto Sawyer fa sapere agli amici il progetto di Juliet, che però era già noto a Jack. 
Nei flashback viene descritta la storia di Ben, dal suo arrivo sull'isola fino all'epurazione di tutto il personale Dharma. Ben era arrivato sull'isola con suo padre da piccolo al seguito del progetto Dharma. Il padre però  continuava ad incolparlo della morte di sua madre (morta al parto), così  un giorno Ben era scappato nella giungla ed aveva trovato Richard Alpert (che misteriosamente non appare più giovane rispetto al presente), appartenente agli indigeni. Ben aveva dichiarato di non voler tornare da suo padre e Richard gli aveva detto che l'avrebbe preso con sé  se avesse avuto pazienza. Anni dopo Ben, sul furgoncino che poi avrebbe trovato Hugo, in compagnia di suo padre, indossa una maschera antigas e lo uccide, mentre gli Altri uccidono tutti i componenti del gruppo Dharma e si impossessano del loro accampamento facendo entrare Ben nel gruppo. Quest'ultimo diventerà poi loro leader.
- Guest star: Nestor Carbonell, Andrew Divoff, M.C. Gainey, Jon Gries, Doug Hutchison, Samantha Mathis, Carrie Preston, Tania Raymonde, Marsha Thomason, Sterling Beaumon, Madeline Carroll, Jenn Boneza, Gregory Suenaga, Diamante Kielo

## Greatest Hits
- Titolo originale: Greatest Hits
- Diretto da: Stephen Williams
- Scritto da: Edward Kitsis e Adam Horowitz
- Episodio dedicato a: Charlie

### Trama
Jack studia un piano per distruggere gli "Altri" una volta per tutte. Grazie a Juliet che ha rivelato le intenzioni di Ben di rapire le donne sulla spiaggia, decidono di minare le tende e prendere gli Altri di sorpresa. Desmond ha una visione della morte di Charlie. Sayid scopre una possibile via per scappare dall'isola, ma chiederà a Charlie di compiere un compito pericoloso che potrebbe avverare le premonizioni di Desmond. In un flashback, Charlie si ricorda dei "momenti migliori" della sua vita. Intanto arriva sulla spiaggia Carl, il ragazzo di Alex, e avverte tutti che Ben li attaccherà un giorno in anticipo perché ha saputo che Juliet li ha traditi. Non c'è  quindi più  tempo per minare le tende e si decide di ammassare la dinamite in tre tende e farle saltare dalla spiaggia mentre tutti andranno verso la torre radio e provare a spegnere il messaggio della Rousseau che interferisce con tutte le comunicazioni che partono dall'isola.
Al termine dell'episodio, Charlie raggiunge la stazione Specchio della Dharma, la stazione subacquea che "collega" l'Isola al mondo esterno. Charlie scopre che questa stazione è abitata.
- Guest star: Tania Raymonde, Blake Bashoff, Nestor Carbonell, Mira Furlan, Brian Goodman, Marsha Thomason, Neil Hopkins, John Henry Canavan, L. Scott Caldwell, Sam Anderson, Andrea Gabriel, Lana Parrilla, Tracy Middendorf, Joshua Hancock, Jeremy Shada, Zack Shada

## Attraverso lo specchio
- Titolo originale: Through the Looking Glass
- Diretto da: Jack Bender
- Scritto da: Damon Lindelof e Carlton Cuse
- Episodio dedicato a: Jack

### Trama
Sulla spiaggia Sayid, Jin e Bernard sono pronti a far saltare la dinamite mentre Ben che sa che sono stati avvertiti da Karl chiama la stazione Specchio e parla con le due donne che la sorvegliano. Le due hanno legato Charlie e da lui vengono a sapere che è stata Juliet a rivelare l'esistenza della stazione subacquea. Ben sa quindi che Jack vuole arrivare alla stazione radio e interrompere il blocco che lo Specchio sta facendo verso tutte le comunicazioni che arrivano dall'esterno e provare a contattare la nave di Penny. Si incammina subito verso la torre radio dove trova Jack e tutti i sopravvissuti e cerca un accordo dicendo che la nave non è venuta a salvarli ma a cercare l'isola. Intanto sulla spiaggia Sayid e gli altri fanno scoppiare solo due tende e poi vengono presi, ma Tom all'ordine di Ben di ucciderli non obbedisce e spara sulla sabbia. Arriva intanto Hugo con il furgone, Sawyer e Juliet e liberano i tre uomini uccidendo Tom e gli altri.
Desmond si sveglia e viene preso di mira da Mikhail, perciò si tuffa ed entra nella stazione Specchio. Arriva anche Mikhail e discute con le due donne.  Ben gli ordina di uccidere le due donne e poi Charlie per evitare che spenga l'interruttore, ma in quel momento esce Desmond al suo nascondiglio e lo ferisce. Una delle due donne non è  morta e Charlie riesce a farsi dire il codice per spegnere tutto. Lo fa e riceve subito una chiamata dall'esterno:  è  Penny, che però non ha mandato nessuna nave. In quel momento nell'oblò  all'esterno vede Mikhail con una granata in mano.  Per evitare che Desmond muoia si chiude nella camera stagna, si scrive sulla mano le parole "non è la nave di Penny", annega e con il suo sacrificio apre il canale delle comunicazioni. Jack chiama quindi la nave di Naomi e chiede aiuto. Intanto Locke nella fossa vede Walt che gli dice di alzarsi e di fare il suo lavoro. Raggiunge Jack e uccide Naomi dicendo che non è chi dice di essere. In un flashback che si rivela alla fine essere un flashforward si vede Jack a Los Angeles che parla con Kate della morte di uno di loro e del fatto che dovrebbero tornare indietro, perché non era destino lasciare l'isola.